# 문호와 알케미스트
《문호와 알케미스트》는 DMM GAMES에서 2016년 11월 1일 출시한 웹 게임이다. 애니메이션은 OLM에서 만들어 2020년 4월 4일부터 8월 8일까지 총 13부작으로 방영되었다.